# Dunajszky Géza
Dunajszky Géza (Debrőd, 1945. május 11. –) tanár, karnagy, közíró.

## Élete
Debrődön tanult, majd 1962-ben Szepsiben érettségizett. 1966-ban a Nyitrai Pedagógiai Karon szerzett matematika−zene szakos tanári diplomát. 1964-ben közreműködött Csehszlovákiai Magyar Tanítók Központi Énekkara megalapításában. 1986-1992 között a tanítók énekkarának szervezőtitkára volt. 28 éven át énekelt és kisegítő karnagyként tevékenykedett a tanítók vegyeskarában.
1965-től Felsőkirályin, majd Pogrányban tanított, ahol 1976-tól az iskola igazgatója lett. 1972-ben alapítója volt a koloni Zobor Hangja vegyeskarnak. 1986–1992 között a Csemadok Központi Bizottság művészeti osztályának vezetője.

## Elismerései
- 2016 Szlovákiai Civil Becsületrend díj[2]
- 2022 Gyurcsó István-díj[3]

## Művei
- Kínterhes évek; AB-art, Bratislava, 2011
- Arcok és sorsok; Pro Futuro Hungarica, Vásárút, 2013
- Titkok nyomában; Pro Futuro Hungarica, Trhová Hradská [Vásárút], 2015
- Felszántott (tömeg)sírok. Hetvenöt éve történt; OZ Petržalka-Engerau-Ligetfalu, Bratislava, 2021